# Jorvapuolijärvi
Jorvapuolijärvi är en sjö i kommunen Enare i landskapet Lappland i Finland. Sjön ligger 108,6 meter över havet. Arean är 1,02 kvadratkilometer och strandlinjen är 10,21 kilometer lång. Sjön  ingår i Neidenälvens huvudavrinningsområde.   Den ligger omkring 330 kilometer norr om Rovaniemi och omkring 1000 kilometer norr om Helsingfors. 
Sydöst om Jorvapuolijärvi ligger Syrjäpuolijärvi. 